# 硬焊

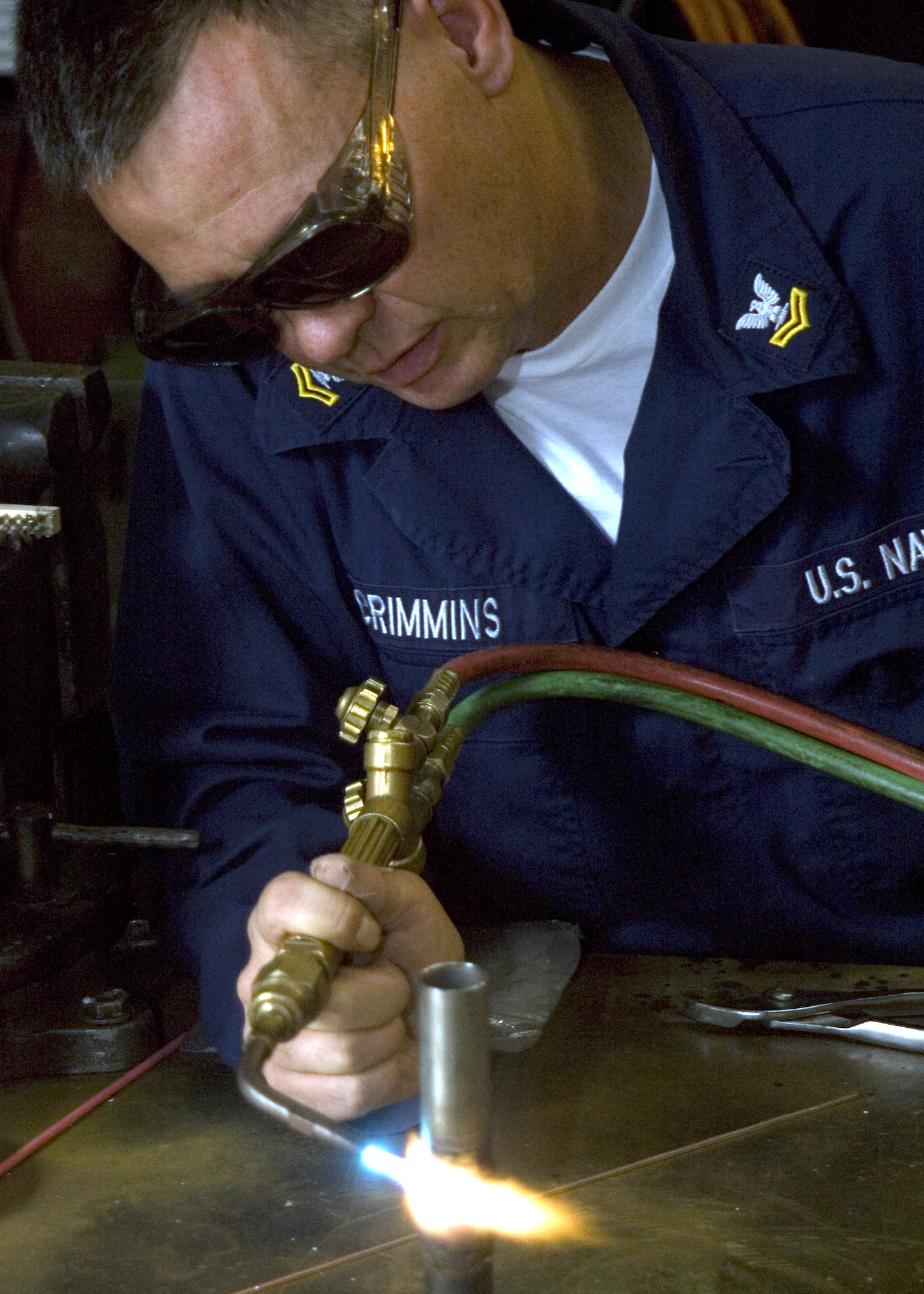
硬焊练习中的美国海军水手

硬焊（英語：brazing）是一種焊接方式，将熔點低於欲連接工件之熔填料（钎料）加熱至高於熔點，使之具有足夠的流動性，利用毛細作用充分填充於兩工件間（稱為潤濕），並待其凝固後將二者接合起來的一種接合法，依據美國銲接學會(AWS)之定義，溫度高於840℉（450℃）者稱為硬焊（硬钎焊），反之稱為軟銲（软钎焊）。

## 基本原理
為了獲得高品質的焊接接頭，零件必須安裝緊密且母材必須格外乾淨並除去氧化物。在大多數情況下，推薦的最佳焊縫間隙為0.03～0.08毫米（0.0012～0.0031英吋）以充分發揮毛細作用的接合力。但是，在某些情況下焊縫間隙大到0.6毫米（0.024 in）並不少見。焊接表面的整潔至關重要，因為任何污染都將導致熔填金屬的潤濕性變差。焊前有兩种主要清洗零件的方法：化學清洗和研磨或其它方式的機械清潔。使用機械清潔，除了表面清潔外也保持適當的表面粗糙度，在粗糙表面上比在光滑表面更容易充分潤濕.。
另一個要考慮的，不能僅止於考量溫度和時間對焊接接頭品質的影響。隨著焊接合金溫度的增加，熔填物的合金化和潤濕性將增加。一般情況下，釬焊溫度選擇必須高於熔點的填充金屬。然而，有幾個因素共同影響焊接設計的溫度選擇。最佳好的焊接溫度須顧及：（1）盡可能低的焊接溫度，（2）盡量減少熱效應對組裝的影響，（3）保持熔填物/母材的相互作用到最低限度，及（4）最大限度地使用治具或夾具使用。在某些情況下，選擇較高的焊接溫度，以遷就設計中的其他因素（如允許使用不同的填充金屬，或控制的冶金效果，或充分除去表面的污染）。時間對焊接接頭是重要因素，但大多數生產過程中一般都選擇減少焊接時間和費用。雖然並非總是如此，因為在一些非生產因素，時間和成本是受限於其他屬性（如強度，外觀）。

### 助焊劑
硬焊作業如非在充滿惰性氣體或在還原反應的環境下（即一爐），助焊劑在金屬被加熱的情形下必須防止氧化物的形成。助焊劑也可以清洗焊接表面的污染物。助焊劑的應用可以是下列形式，包括漿液、液體、粉末或結合助焊劑與焊料金屬粉末預製的焊膏。助焊劑也可包覆於焊條外層會包埋於焊線核心中。在這兩種情況下，加熱接合時游離的助焊劑會隨熔融填充金屬進入焊道。過量的助焊劑應焊接結束時除去，因為助焊劑殘留在焊道可導致腐蝕，妨礙表面處理及焊道檢查。含磷合金焊料在銅對銅焊接時具自熔性。助焊劑一般選擇是基於對他們對母材的表現。為了有效，助焊劑的化學性質必須兼顧母材及熔填料兩種性質。自熔性合金磷填料將產生脆性磷化物，自熔性合金磷填料如用於焊接鐵或鎳將產生脆性磷化物。作為一般規則，焊接週期較長的應比焊接操作短的使用更少的助焊劑。

### 熔填料
採用何種合金作為熔填料取決於預期用途。一般情況下，熔填料所需的屬性是由3或更多種金屬形成的合金。熔填料的選擇基於下列能力：對母材的潤濕性，所需要承受的工作條件，及比母材熔點更低或其他更特定的溫度。
熔填料（焊材），一般可作成棒、帶、粉、膏、霜、線和預成型形（狀）式。根據不同的應用情形，熔充料可以預先放置在所需位置或在加熱過中投入。對於手工焊，線狀或棒狀（焊條）焊材是最常用的因為他們是最容易使用及加熱。在採用熔爐硬焊時，合金通常已經事先投放，這個過程通常是高度自動化的。一些常見的熔填料種類如下：
- 鋁 - 矽
- 銅
- 銅磷
- 銅-鋅（黃銅）
- 金 - 銀
- 鎳合金
- 銀[1][6]
- 非晶態箔片鎳，鐵，銅，矽，硼，磷等

### 焊接氣體
由於焊接作業在高溫下進行，金屬表面在含氧的環境下將發生氧化。因此可能需要使用其他遮護氣體以取代空氣，焊接工作常用的氣體環境（遮護氣體）是：
- 空氣：簡單，經濟。許多金屬材料容易氧化，但其組建的規模適用酸洗或機械清洗，可於焊接後輕易去除氧化層。助焊劑往往被用來抵消氧化作用，但它可能削弱結合強度。
- 燃料燃燒釋放的氣體（低氫系，AWS type 1，“放熱作用產生的氣體”）：87％N2，CO211％-12％，5-1％CO，H25-1％用於銀，銅磷、銅鋅焊料用於銅和黃銅焊接。
- 燃料燃燒釋放的氣體（脫碳，AWS type 1，“吸熱作用產生的氣體”）：70-71％N2，CO2 5-6％，9-10％CO，H214-15％。用於銅、銀、銅-磷及銅-鋅焊料。用於焊接銅、銅-鎳合金，蒙乃爾合金（英语：Monel），中碳鋼。
- 燃料燃燒釋放的氣體（乾，AWS type 3，“吸熱作用產生的氣體”）：73-75％N2 CO 10-11％，15-16％H 2。.用於銅，銀，銅-磷，銅-鋅焊料。用於焊接銅，黃銅，低鎳合金，蒙乃爾合金（英语：Monel），中、高碳鋼。
- 燃料燃燒釋放的氣體（乾燥，脫碳，AWS type 4）：41-45％N2，C O 17-19％，38-40％H2。用於銅、銀、銅-磷、銅-鋅焊料。用於焊接銅，黃銅，低鎳合金，中、高碳鋼。
- 氨（AWS類型5）：游離氨（75％的氫，氮25％）可用於多種類型的焊接和退火。便宜。用於銅，銀，鎳，銅-磷，銅-鋅焊料。用於焊接銅，黃銅，鎳合金，蒙乃爾合金（英语：Monel），中、高碳鋼和鉻合金。
- 氮+氫，低溫或純化（AWS type 6A）：70-99％N2，H2 1-30％。用於銅，銀，鎳，銅-磷，銅-鋅焊料。
- 氮+氫+一氧化碳，低溫或純化（AWS type 6B）：70-99％N2，H2 2-20％，1-10％CO用於銅，銀，鎳，銅-磷，銅-鋅熔填料。用於焊接銅，黃銅，低鎳合金，中，高碳鋼。
- 氮，低溫或純化（AWS type 6C）：非氧化性，經濟性。在高溫下能與某些金屬，如某些鋼材，形成氮化物。用於銅，銀，鎳，銅-磷，銅-鋅焊料。用於焊接銅，黃銅，低鎳合金，蒙乃爾，中，高碳鋼。
- 氫（AWS type 7）：強力脫氧劑，高導熱性。可用於銅焊接和退火鋼。對一些合金可能導致氫脆。用於銅，銀，鎳，銅-磷，銅-鋅焊料。用於焊接銅，銅，鎳合金，蒙乃爾，中，高碳鋼，鉻合金，鈷合金，鎢合金，碳化物。
- 無機蒸氣（各種揮發性氟化物，AWS type 8）：特殊的目的。可以混合AWS 1-5氣體使用以更換助焊劑。用於銀焊黃銅。
- 稀有氣體（通常是氬氣，AWS type9）：非氧化性，比氮氣更昂貴的。惰性。零件必須非常乾淨，氣體要純淨。用於銅，銀，鎳，銅-磷，銅-鋅焊料。用於焊接銅，黃銅，鎳合金，蒙乃爾，中，高碳鋼鉻合金，鈦，鋯，鉿。
- 稀有氣體+氫氣（AWS type 9A）
- 真空：需要淨空工作區。昂貴。不合適其他情形（或有特殊要求）對金屬的高蒸汽壓，如銀，鋅，磷，鎘和錳。用於高品質的接頭，如為應用於航太工業。

## 常用技法

### 火炬焊
火炬焊是目前最常用的機械化焊接方法。最好是用在小批量生產或專案作業。在一些國家，它佔了焊接作業絕大多數。火炬焊主要有三種類別：手工，機械和自動釬焊炬。
手工火炬焊，係應用氣體火焰的熱量在靠近接頭處焊接。火炬可以是手持或夾持在固定的夾具，這取決於是全手工操作或有一定程度的自動化。手工焊是最常用的少量生產方式或在應用於無法採其他釬焊方法的情形。主要缺點是高勞動成本與焊接品質極度依賴焊接人員技術。使用助焊劑或自熔性材料以防止氧化。
機械火炬焊（Manual torch brazing）通常用在重複性大量的焊接作業。這種方法是針對填放硬焊材料、助焊劑和夾具的部分混合自動和手動操作方是以進行實際的焊接。這種方法的優點是，它減少了手工焊對大量勞動力和高技能的要求。這種方法需要使用助焊劑，因為沒有保護氣體，這是最適合中小批量的生產方式。
自動火炬焊省去了手工勞動，在焊作業，省去裝卸熔填料的作業。這種方法的主要優點是：生產效率高，焊接品量均勻，降低成本。採用的設備基本是相同於機械焊接的機具，主要的區別是以機械取代人工操作。

### 熔爐焊
熔爐焊是一種廣泛應用於工業焊接的半自動化焊接方式，因為它適於大規模生產和使用非熟練技工。熔爐焊比起其他加熱方式有許多優點利於大規模生產。一個主要優點是它可以輕易的夾固（jigged）或自我定位以產生大量的小部件。熔爐焊加工過程入熱控制容易（允許使用的零件，局部加熱可能扭曲）且釬焊後無需清洗。熔爐焊常見的焊接氣體包括：惰性氣體，減少大氣壓或真空以保護焊道避免氧化。一些其他優點包括：低單位成本，可大規模生產，精確的溫度控制，並能夠在一次焊多個接頭。使用電爐加熱或電、瓦斯、油的加熱類型取決於爐的形式和應用。熔爐焊的缺點包括：高資本設備的成本，焊接設計較困難和高耗能。
主要有四種類型的爐用於釬焊操作：批次式、連續、Retort型和真空爐。
- 「批次式爐」具有相對較低的初始設備成本和每個工件較低的熱負荷。它能夠隨著使用與否而開啟或關閉，在不使用時可降低營運費用。這種些爐通常適合中到大批量生產，並提供了可焊接類型很大的靈活性。[10]無論是控制氣體或流量可以用來控制工件的氧化和清潔。
- 「連續式爐」最適合處理以類似大小的工件連續通過焊爐的焊接作業。[10]這些工件往往是用輸送帶送入熔爐，控制工件通過加熱區的速度。這些爐提供的優點是紙需少量勞工，最適合於大規模生產。
- 「Retort」不同於其他批次式爐在於Retort爐利用一個密封襯套。Retort一般用密封墊圈或焊死，以充滿焊接氣體並以外部加熱，然後用常規的加熱元件。[10]由於涉及高溫，Retort通常由耐熱合金製成以抗氧化作用。Retort爐往往用於批次或半連續加工。
- 「真空爐」為預防氧化採用真空爐相對是一個比較經濟的方法，最常用於釬焊材料為具有非常穩定氧化物（鋁，鈦和鋯）焊爐內不存在氣體。真空焊大量使用與耐火材料與特殊組合的合金材料不適合其他焊接氣體環境。由於缺乏助焊劑或還原氣體，零件清潔是至關重要的，當在真空釬焊。三種主要類型的真空爐主要有：單壁熱反射，雙層熱反射，冷壁反射。典型的真空焊壓力範圍從1.3至0.13 帕斯卡（10−2 to 10−3 Torr）到0.00013Pa（10−6 Torr）或更低。[10]真空爐是最常見的批次式生產方式，它適於中，高產量。

### 銀焊
銀焊是採用銀合金的填充物。這些銀合金由許多不同比例的銀和其他金屬構成，如銅，鋅和鎘。
銀焊廣泛應用於將硬質合金（硬質合金、陶瓷、金屬陶瓷和類似材料）鑲嵌在工具（如鋸片等）上的技巧。“Pretinning”往往做到：釬料合金熔化到硬質合金尖，這是擺旁邊的鋼鐵和重熔。預先沾焊銀以解決硬質合金難以潤濕的問題。
銀焊硬質合金接頭通常是二至七個密耳（mils，1/1000 In）厚。銀焊合金的接合和補償的區別在於他們的擴張速度。此外，它還提供了硬質合金尖和硬鋼之間的緩衝，以防止端部（刃口）損壞，就像避震器懸掛在車輛上有助於防止損壞的輪胎和車輛一樣。最後銀焊合金接合其他兩種材料形成一個複合結構，就像層層疊合的木材和黏膠所形成的三夾（膠合）板。
在許多行業硬焊的連接強度標準為：接頭強度須強於母材。因此當受力時，母材應較接頭先破壞。
一種特殊的銀焊的方法稱為針腳焊（pinbrazing或pin brazing）。它特別是用於連接電纜，鐵路軌道或陰極保護裝置。該方法將銀和助焊劑熔融倒入插入電纜的針腳孔眼裡。

### 銅焊

填角焊接頭

銅焊是利用熔融塗佈助焊劑的青銅或黃銅焊條以接合鋼工件。銅焊所需的設備基本上與其他硬焊方法相同。由於銅焊通常需要較多的熱量，常用乙炔或甲基乙炔-丙二烯瓦斯（methylacetylene-propadiene gas MPS）作為加熱的氣體燃料。美國焊接學會指出，Braze welding這個名字來源基於沒有使用毛細作用此一事實。
銅焊較熔焊具有許多優點。它允許接合不同的金屬，以減少熱變形，並能減少大範圍預熱的需求。此外，由於焊接過程被接合的金屬不熔化，零件得以保留其原來的形狀，零件輪廓不會變形且保持邊線稜角不會損壞成為圓角。銅焊的另一個效應是可減少其他熔焊方式經常出現的積蓄內應力。這對大型鑄件的修復是非常重要。缺點是受到高溫將損失強度無法承受高應力。
硬質合金，金屬陶瓷和陶瓷等材質刃尖常以銅焊焊接於鋼片以製造帶鋸。

### 鑄鐵焊
鑄鐵的焊接，熔填料通常採用鎳然而鑄鐵焊條也可以使用。球狀石墨鑄鐵管也可使用摩擦焊（cadwelded）焊接。管線接頭接合程序首先以一小段銅絲接地至裸露的金屬，鐵管對正軸心平行對接以合成橡膠管墊片密封。這麼做的目的是利用電力在寒冷的氣候沿銅線保持地下管道溫暖。

### 真空焊
真空焊是一種金屬接合技術，具有下列優點：極為乾淨，優越，熔填焊道高可靠度、高品質。這個加工程序程可能很昂貴，因為它必須在真空腔操作。工件在真空中加熱時溫度將保持均勻度，由於加熱和冷的卻循環緩慢故大大減少了殘餘應力。此一加工特性反而顯著提高材料在高溫下的機械性性能和力學性能，從而提供獨特的熱處理能力。如此在所有在每一爐的焊接，金屬接合過程將對工件施以熱處理或時效硬化作用。
真空焊往往是一爐一爐的批次進行，這意味著整個工件的幾個接頭可一次加溫到焊接度。真空焊對工件加熱只能使用輻射熱，因為許多其他方法（如熱對流）不能用在真空狀態。

### 浸焊
浸焊尤其適用於焊接鋁因為空氣將被排除，從而防止形成氧化物。夾固要接合的部位，將要銲接的部分浸入熔融態的融鹽中（通常是氯化鈉，氯化鉀和其他化合物），熔融態的融鹽具有傳熱介質和助焊劑兩種功能

## 加熱法
焊接作業有許多方法可用來加熱。選擇加熱方式最重要的考慮因素是焊道內的傳熱效率與個別母材的熱容量。接頭的幾何形式、速度和生產數量也是重要的考慮因素。依據焊接加熱的方法分類下面是一些最常見的加熱法：
火炬
熔爐
電感應
浸焊
電阻焊
紅外線
電子束和雷射

## 優缺點
硬焊比起其他金屬連接技術如熔焊具有許多優點。由於釬焊不熔化接合的母材，它可以允許更嚴格的公差和產生乾淨的接頭，而無須進行二次加工。此外，它可焊不同的金屬和非金屬材料（如金屬化陶瓷）。一般情況下，硬焊比起熔焊由於受熱均勻也產生較少的熱變形。可焊複雜和多組件的工件。另一個優點是，硬焊可塗佈或包裹母材以達到防護性目的。最後，硬焊很容易適應大規模生產，實現自動化，因為各個工藝參數對變化不敏感的緣故。
主要缺點是：接頭強度較低，由於使用軟熔填料，焊接接頭的強度很可能是低於母材金屬的強度（與一般電銲接頭強度較母材大不同），但大於填充金屬。另一個缺點是焊接接頭在高溫下可能會損壞。在工業化生產環境硬焊接頭母材需要高度清潔。一些硬焊需要使用適當的助焊劑清潔劑來控制。接頭顏色往往與母材金屬不同，造成美觀上的缺點。

## 熔填料
多層疊合的金屬包覆著焊料。其芯材往往是銅，它的作用是作為承載著合金並吸收因機械應力如不同金屬間因熱膨脹係數產生的熱應力。並作為一種擴散屏障（如停止擴散鋁、鋁青銅焊時）。

### 硬焊料族系
硬焊填料合金形成幾個不同的族群;同一族系合金具有相似的性能和用途。
- 純金屬：非合金。通常為貴金屬，例如 - 銀，金，鈀。
- 銀-銅：熔化性良好。銀可增強流動性。共晶合金可用於爐中釬焊。銅含量高的合金容易產生應力裂縫。
- 銀-鋅：類似銅-鋅，用於珠寶首飾，由於高含銀量故通常標示純度標記。顏色匹與銀符合。
- 銅-鋅（黃銅）：常用的材料，通常用於接合鋼和鑄鐵。耐腐蝕，通常不及於銅，矽青銅，銅，鎳，不銹鋼。具適度的韌性。由於鋅的高揮發性，不适合爐焊。銅含量高的銅合金容易產生應力開裂。
- 銀 - 銅 - 鋅：對同樣含銀量的合金，銀-銅-鋅較銀-銅熔點更低。結合銀-銅和銅-鋅的優勢。鋅含量在40％以上時延展性和強度下降，因此這種類型只有較低的鋅含量的合金被使用。鋅含量高於25％時韌性較低的銅-鋅、銀-鋅象顯現。銅含量在60％以上強度減少，及900°C液態以上銀含量超過85％強度降低。銅含量高合金容易產生應力開裂。銀含量高（銀67.5％以上）是用於首飾並予以標示，銀含量較低的合金用於工程目的。銅鋅合金之比約為60:40包含相同的顏色與黃銅匹配，它們是用於連接黃銅。加入少量的鎳提高強度和耐腐蝕性和促進潤濕碳化物。此外鎳錳增加斷裂韌性。此外，加入鎘銀-銅-鋅-鎘合金改進流動性和潤濕性並具有較低的熔點，但鎘是有毒的。此外錫大多可以發揮同樣的作用。
- 銅-磷 ：廣泛用於銅及銅合金。不需要焊劑。也可用於銀，鎢，鉬。富銅合金容易產生應力開裂。
- 銀-銅-磷 ：像銅-磷，更好地改進流動性。具更多的韌性，更好的導電性。富銅合金容易產生應力開裂。
- 金-銀：貴金屬。用於首飾。

### 其他參考
- Groover, Mikell P.  2nd. John Wiley & Sons. 2007. ISBN 9788126512669.
- Schwartz, Mel M. . ASM International. 1987. ISBN 9780871702463.

## 延伸閱讀
- Fletcher, M.J. . London,: Mills and Boon Limited. 1971. ISBN 026351708X.
- P.M. Roberts, "Industrial Brazing Practice", CRC Press, Boca Raton, Florida, 2004.
- Kent White, "Authentic Aluminum Gas Welding: Plus Brazing & Soldering." Publisher: TM Technologies, 2008.

## 外部連結
- Brazing & Soldering Aluminum, Copper, Brass, etc. （页面存档备份，存于）
- European Association for Brazing and Soldering
- Braze welding （页面存档备份，存于）